# Wilhelm Cordes (Architekt)

Wilhelm Cordes im Jahr 1904

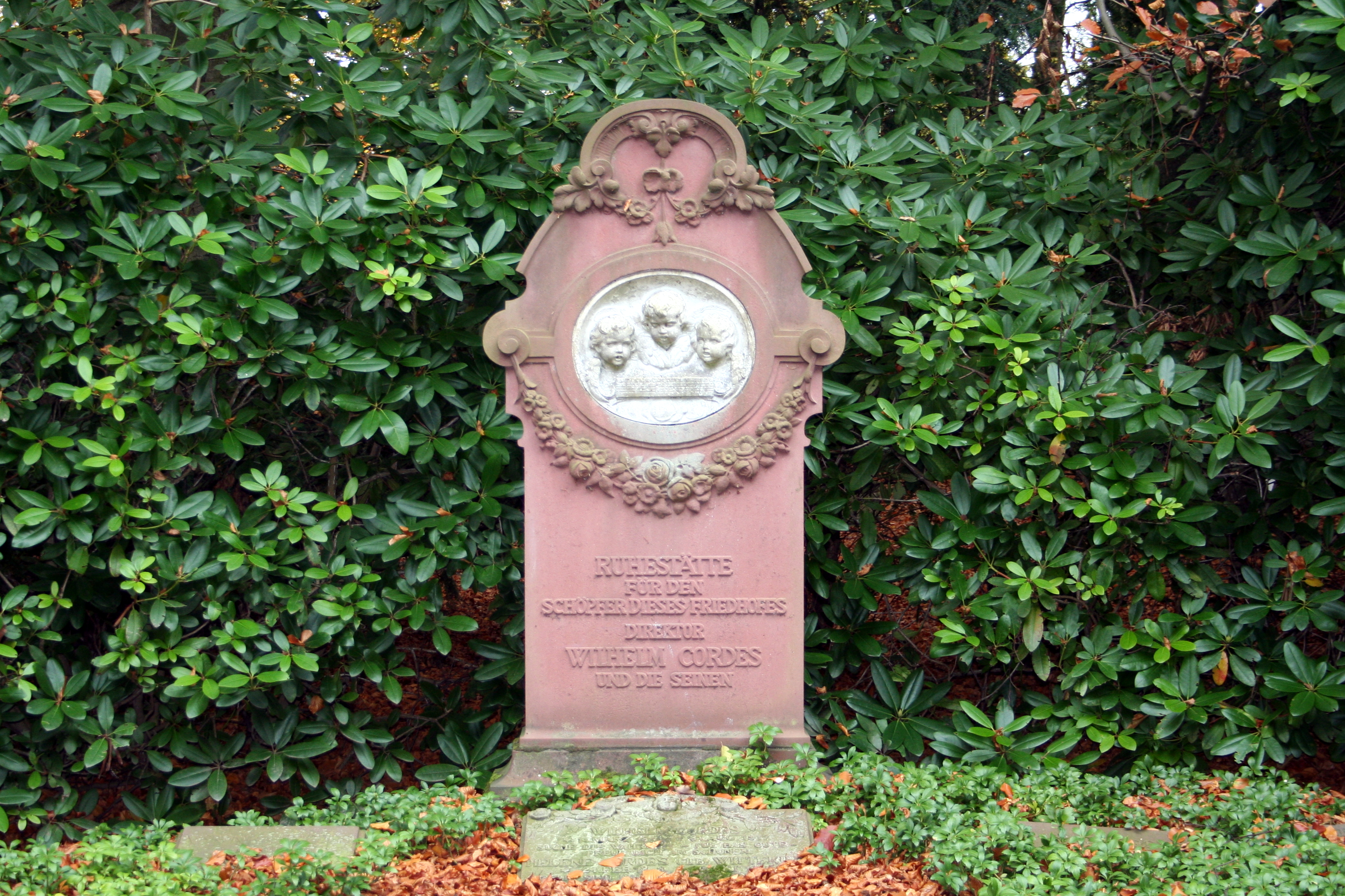
Grab von Wilhelm Cordes auf dem Friedhof Ohlsdorf

Johann Wilhelm Cordes (* 11. März 1840 in Wilhelmsburg; † 31. August 1917 in Hamburg) war ein deutscher Architekt, der sich besonders auf die Friedhofsarchitektur spezialisiert hatte. Der Ohlsdorfer Friedhof in Hamburg wurde zu seinem Lebenswerk.

## Leben

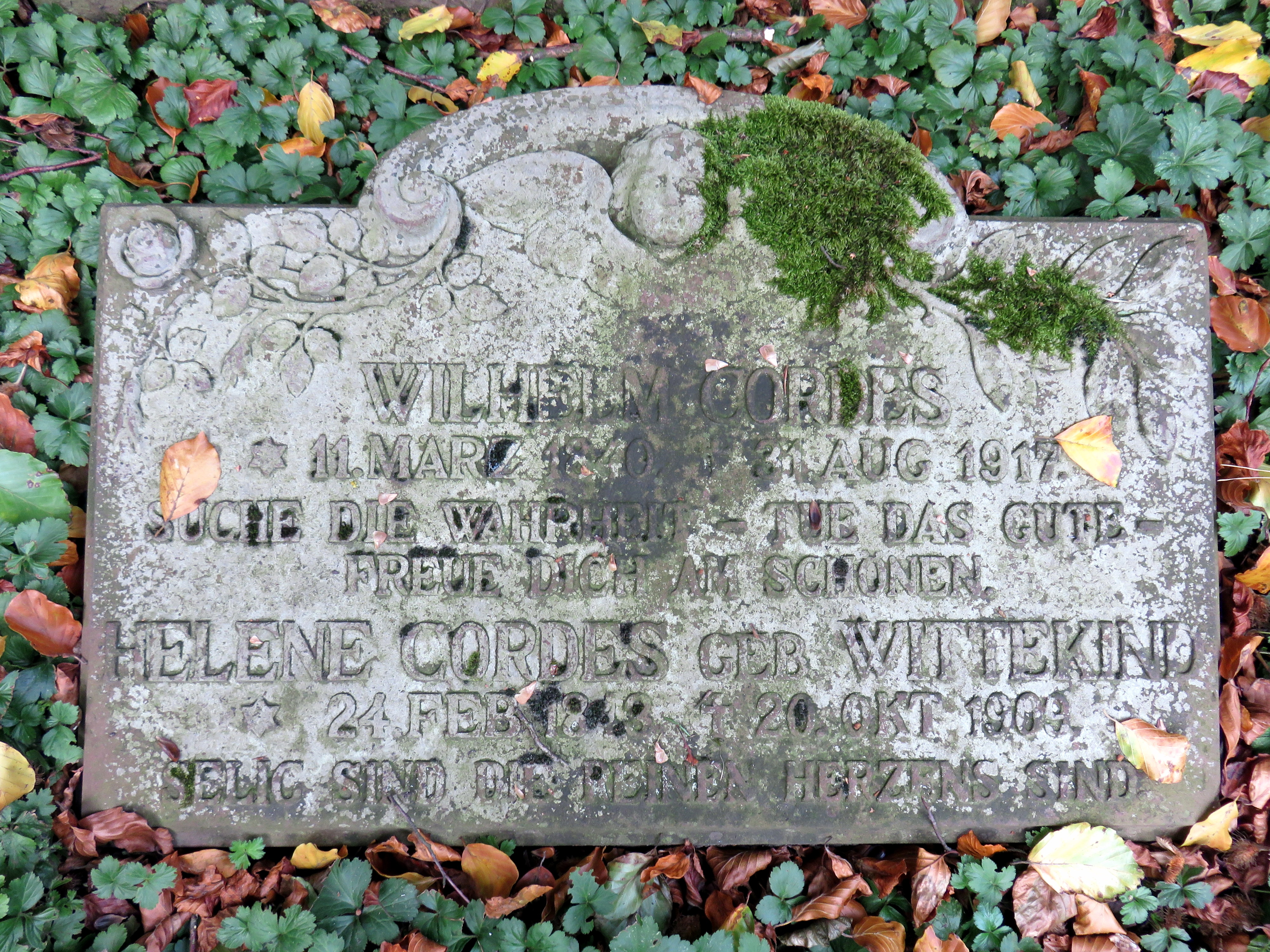
Kissenstein Wilhelm und Helene Cordes

Cordes kam als Sohn des Landwirtes und Müllers Christoph Cordes, Eigentümer und Erbauer der Windmühle Johanna, in Wilhelmsburg, damals Teil des Königreiches Hannover, zur Welt. Später erlernte er den Beruf des Zimmermanns.
Am Polytechnikum Hannover wurde er bei Professor Karl Karmarsch zum Architekten ausgebildet und war anschließend mehr als zehn Jahre lang Assistent seines ehemaligen Hochschullehrers, des Architekten und Baurats Hase, der Kirchengebäude baute und restaurierte. So lernte Cordes während der Arbeiten an der neugotischen Kirche St. Trinitatis (Liebenburg) die Bassumerin Helene Wittekind kennen, die er 1876 heiratete. Mit ihr hatte er als einziges Kind die Tochter Helene, die ihn insbesondere nach dem Tod der Mutter (1909) bei seinen Plänen unterstützte.
Ab 1874 arbeitete Cordes als Architekt in der Abteilung Ingenieurwesen der Hamburger Bauverwaltung unter Franz Andreas Meyer.
Er wurde auf seinem Friedhof inmitten von Rhododendren verborgen bestattet.

## Ohlsdorfer Friedhof

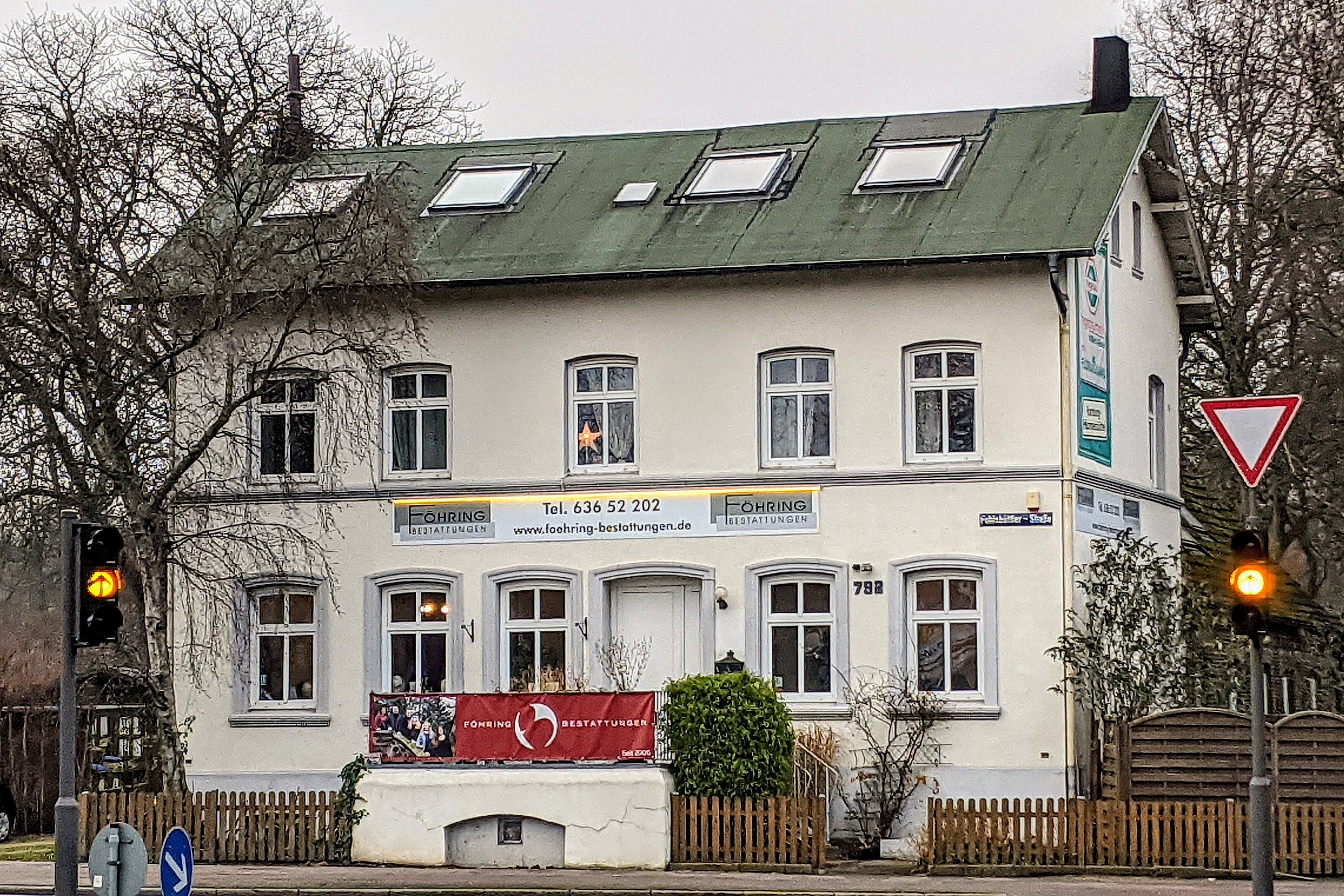
Ehemaliges Wohnhaus Fuhlsbüttler Straße 792

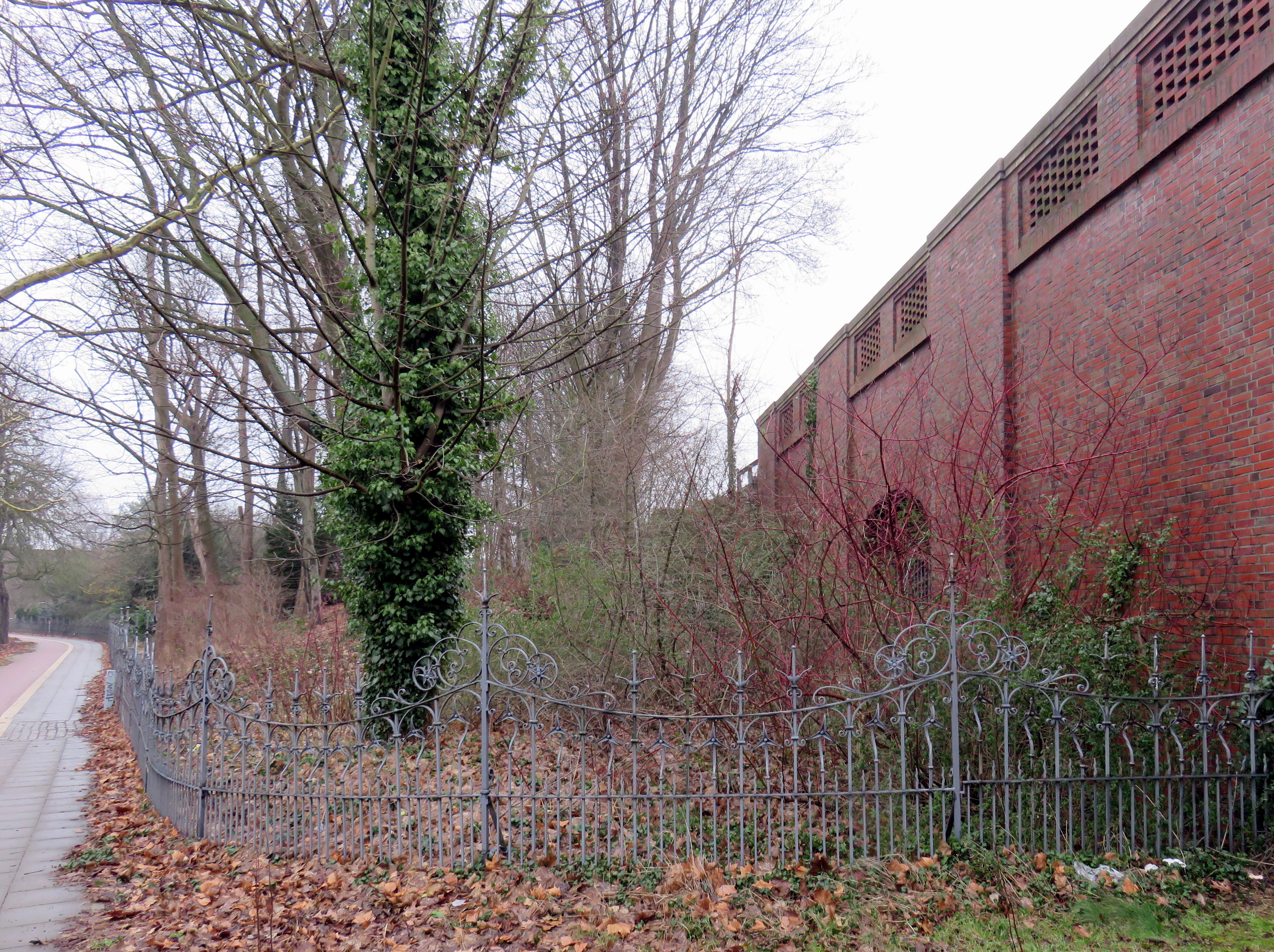
Cordes-Tunnel mit Blick in Richtung Wohngebäude Fuhlsbüttler Straße 792

Cordes war maßgeblich an Entwurf und Planung des Ohlsdorfer Friedhofs beteiligt. In der Zeit von 1877 bis 1879 war er Bauleiter. 1879 wurde er als eigenverantwortlicher Friedhofsverwalter eingestellt und ab 1898 war er Friedhofsdirektor. Er war bis zu seinem Tode im Jahr 1917 auf dem Ohlsdorfer Friedhof tätig, der bis dahin bereits eine Größe von 193 ha erreicht hatte.
Er war nicht nur für die Gartenarchitektur verantwortlich, er schuf auch die meisten der Gebäude. Nach seinen Entwürfen entstanden, teilweise unter Mitwirkung anderer Architekten, die Kapellen Nummer 2 (1886, älteste Gebäude des Friedhofs) bis Nummer 8 (1912, sein letztes geplantes Gebäude), der Wasserturm (1898) und das Verwaltungsgebäude (1909/10).
Cordes erhielt 1879 als Dienstwohnung das Wohngebäude des ehemaligen Hofschneider-Bauernhofes (heute Fuhlsbüttler Straße 792), wo angrenzend ein Jahr später die erste Friedhofsgärtnerei eingerichtet wurde. Zu seinem Arbeitsplatz auf dem Friedhofsgelände konnte er später die Abkürzung durch den Bahndammtunnel („Cordes-Tunnel“) nehmen.

## Andere Projekte
Unter Franz Andreas Meyer wirkte er ab 1874 bei der Schaffung der Außenalsteranlagen mit. 1907 wurde der Friedhof Bergedorf nach seinen Entwürfen errichtet.
Mehrere Jahre lang war Cordes an der Planung des Hamburger Stadtparks beteiligt, dessen Lage er gern in Verbindung mit dem parkartigen Ohlsdorfer Friedhof am nördlichen Alsterlauf gesehen hätte. Für die Realisierung der endgültigen Entwürfe in Hamburg-Winterhude wurde er dennoch bis zum Schluss von Oberbauingenieur Ferdinand Sperber und Baudirektor Fritz Schumacher als Berater hinzugezogen.
Ein weiteres großes Projekt war der Friedhof am Friedenshügel in Flensburg. Cordes entwarf ihn 1908. Mit einigen Änderungen am Entwurf wurde er 1911 eingeweiht.

## Zitate
Die ersten Worte der Einleitung des ersten Führers über den Ohlsdorfer Friedhof von 1897 lauteten:

„Der Friedhof soll nicht eine Stätte der Todten und der Verwesung sein.
Freundlich und lieblich soll Alles dem Besucher entgegentreten und dadurch der Ort aus der umgebenden Landschaft herausgehoben und geweiht werden. […] In der richtigen malerischen Vereinigung von Architektur, Sculptur und Landschaftsgärtnerei liegt ein weiter Spielraum für die Phantasie und ein unerschöpfliches, freies Arbeitsfeld; und ein Friedhof, nach diesen Gesichtspunkten geleitet, könnte vorbildlich werden für das harmonische Zusammenwirken von Architektur, Sculptur und Landschaftsgärtnerei.“

In der Hamburger Zeitung Hamburg und seine Bauten schrieb er 1914:

„Die Freude und Sehnsucht nach der Natur berechtigen besonders die Großstädter, Friedhöfe so weit wie nur möglich mit Baumwerk auszugestalten. Eine Wanderung still unter Bäumen, ein stilles Bankplätzchen unter Bäumen, das ist allgemein der Wunsch. Die Natur mit ihrem stillen Wirken, ihren tiefen, geheimnisvollen Gesetzen ist mit dem religiösen Empfinden verschmolzen.“

## Ehrungen

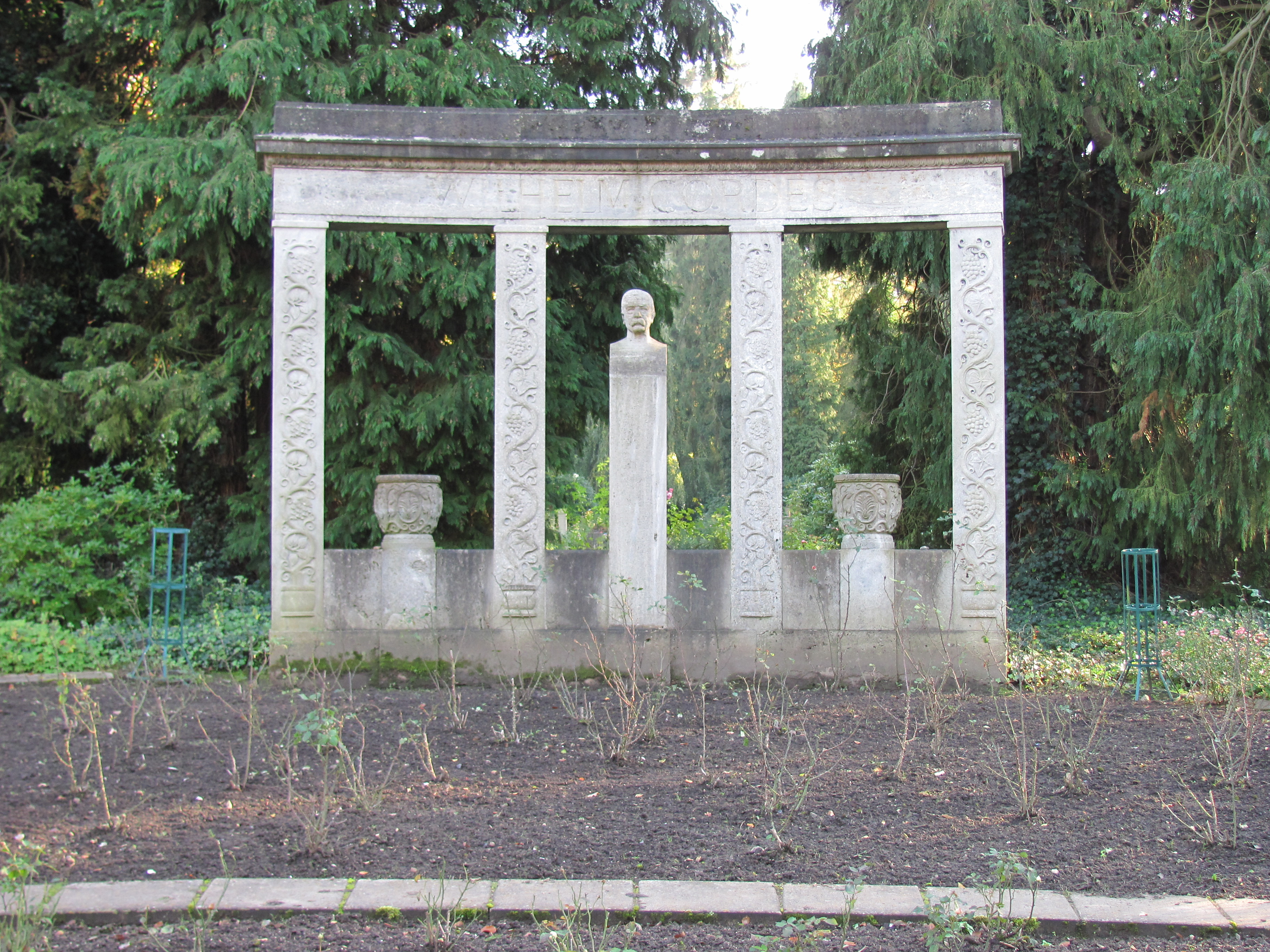
Cordesdenkmal

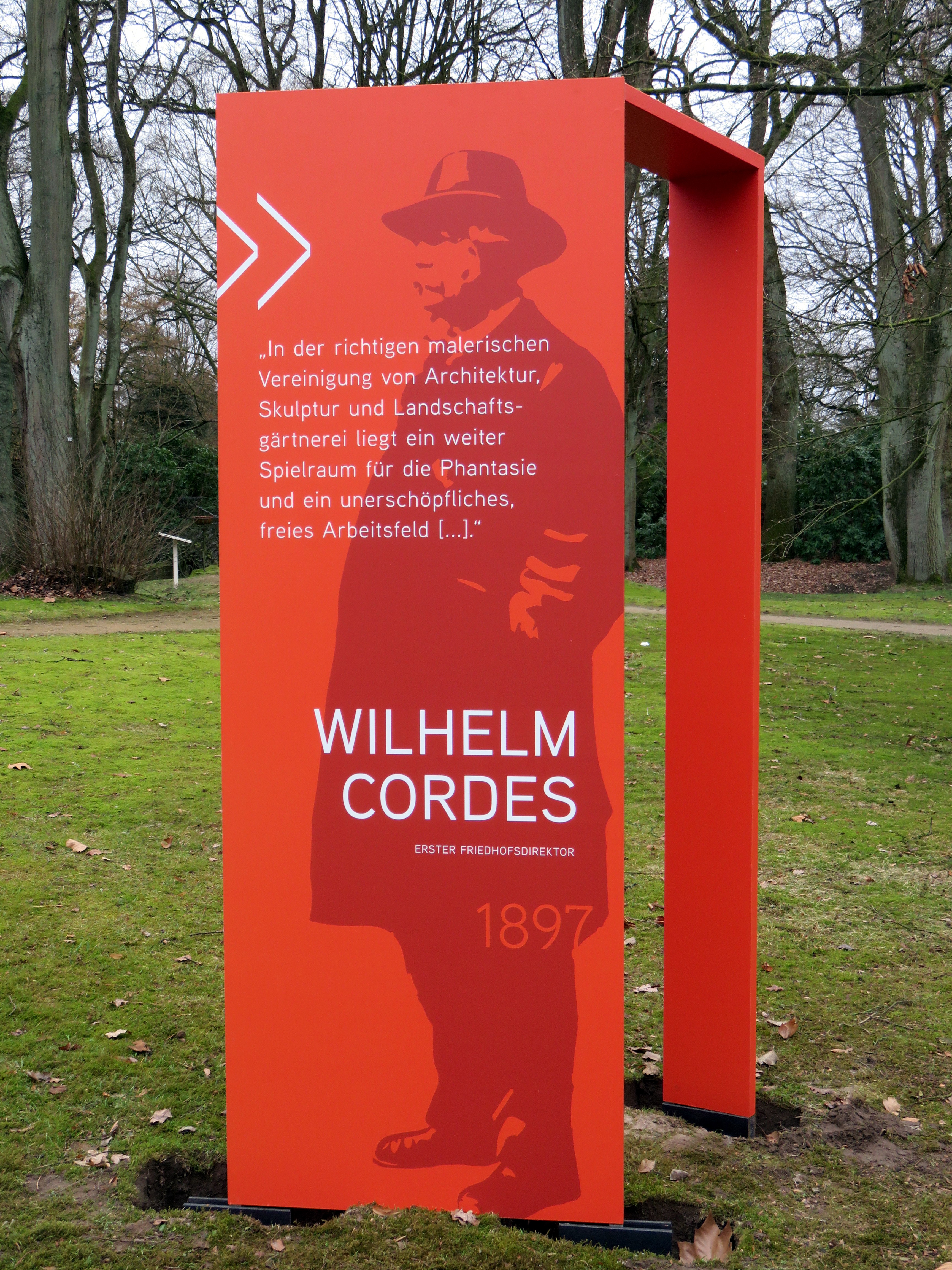
Zukunftsprojekt „Ohlsdorf 2050“

Das Cordesdenkmal wurde am 11. März 1920 zu seinem 80. Geburtstag eingeweiht. Der Entwurf stammt vom Hamburger Architekten Fritz Schumacher, der später mit der Kapelle 13 und dem Neuen Krematorium auch zwei Bauwerke auf dem Gelände des Ohlsdorfer Friedhofs schuf. Der Bau des Denkmals wurde ausführt von Friedrich Schünemann, die Büste von Wilhelm Cordes wurde von Oscar E. Ulmer erschaffen.
Der ganze ältere (westliche) Teil des Ohlsdorfer Friedhofes wird heute nach ihm als der Cordesteil bezeichnet.